# Deutsche Kinderhilfe

Logo der Deutschen Kinderhilfe

Die Deutsche Kinderhilfe (DKH, vormals: Deutsche Kinderhilfe Direkt) ist ein gemeinnütziger eingetragener Verein mit Sitz in Berlin, der laut eigenen Angaben bundesweit Projekte für hilfsbedürftige Kinder und Familien fördert.

## Tätigkeit
Die Deutsche Kinderhilfe setzt sich für Kindeswohl und Kinderrechte ein und betreibt nach eigenen Angaben Lobbyarbeit für Kinder, unter anderem durch sachverständige Begleitung von Gesetzgebungsverfahren, und Projektarbeit. Der Verein greift dabei auch Themen auf, die in der öffentlichen Diskussion stehen wie Kindesmissbrauch und Verwahrlosung.
Der Verein spricht gezielt prominente Politiker auf die Übernahme einer Schirmherrschaft oder Patenschaft über kleinere Projekte und Wohltätigkeitsveranstaltungen an. Ihre Ziele wie Pflicht-Ernährungskurse gegen Adipositas und erzwungene Hausbesuche durch Jugendämter gegen Verwahrlosung stehen insgesamt für eine Linie der Politik der starken Hand des Staates; sie unterstützt Positionen der CDU. Der Verein ist in beratender Funktion für den Bundesvorstand der CDU und den Runden Tisch des Bundesfamilienministeriums tätig.

## Geschichte
Der im Januar 2000 in Ostwestfalen gegründete Verein hatte 8 Landesverbände in Berlin-Brandenburg, Mecklenburg-Vorpommern, Sachsen, Thüringen, Hessen, Niedersachsen, Nordrhein-Westfalen und Bayern, die im Laufe der Jahre 2010 und 2011 aufgelöst wurden. 2006 geriet der Landesverband Nordrhein-Westfalen in die Kritik und gab aufgrund einer sammlungsrechtlichen Prüfung in Rheinland-Pfalz seine Gemeinnützigkeit auf und änderte seine Satzung. Der nicht gemeinnützige Landesverband NRW ist nach eigenen Angaben für die Öffentlichkeitsarbeit und die Kampagnen der Deutschen Kinderhilfe zuständig. Für 2007 hatte der Bundesverband nach eigenen Angaben Einnahmen von einer Million Euro, 2008 nach der veröffentlichten Bilanz knapp 800.000 Euro Einnahmen.

## Auszeichnungen
Die Projektarbeit wurde u. a. mit dem Preis „Freiheit und Verantwortung“ der gleichnamigen Initiative für das Projekt Kidsklinik, Deutschland – Land der Ideen für KidSwing oder dem Familienherz der BKK-VBU ebenfalls für das Frühförderprogramm ausgezeichnet.

## Kontroversen

### Auseinandersetzung mit dem Deutschen Spendenrat
Der Deutsche Spendenrat hat den Verein im Juni 2008 ausgeschlossen. Zuvor war der Umgang der Kinderhilfe mit Spenden als intransparent kritisiert worden. Der von der Welt dabei zitierte Vereinsrechtsexperte Rechtsanwalt Weber hat seine in diesen Artikeln erhobenen Vorwürfe, der Verein sei aus Profitstreben gegründet worden, zurückgenommen, nachdem er „im Rahmen eines Mandats einen Beratungsauftrag seitens des Vereins Deutsche Kinderhilfe“ erhalten hatte. Die Deutsche Kinderhilfe hat die Kritik an ihren wirtschaftlichen Strukturen zurückgewiesen. Der immense Druck der Öffentlichkeit habe nach eigenen Angaben zu keinerlei Veränderung an den Strukturen geführt.

### Debatte um Sperrung von Internetseiten
Mediale Aufmerksamkeit bekam die Deutsche Kinderhilfe vor allem auch während der kontroversen Debatte um das geplante Zugangserschwerungsgesetz im Jahr 2009. Der Verein unterstützte die Pläne der Bundesregierung aktiv, wonach die Internetdienstanbieter verpflichtet werden sollen, kinderpornografische Webseiten auf Basis einer geheimen, durch das Bundeskriminalamt erstellten Liste zu sperren. Dabei wurde der Deutschen Kinderhilfe von mehreren Bürgerrechtsorganisationen wie dem Chaos Computer Club, dem FoeBuD, aber auch der Kinderschutzorganisation CareChild vorgeworfen, populistische Politik zu betreiben und manipulative Meinungsumfragen durchzuführen. Es gab zu dem Thema zwei Umfragen, die bei Infratest dimap in Auftrag gegeben wurden. In einem Interview in der Zeit behauptete der Geschäftsführer von Infratest Dimap, Richard Hilmer, dass ein Widerspruch nicht zu sehen sei.
Kritiker der Internet-Zensurmaßnahmen sahen sich zudem von einer Unterschriftenaktion der Deutschen Kinderhilfe diffamiert, die als Reaktion auf eine erfolgreiche Online-Petition gegen das Gesetz initiiert worden war. Im Mai wurde der Inhalt der Homepage der Deutschen Kinderhilfe von Unbekannten durch einen ablehnenden Text zur geplanten Sperrung von Internetseiten ersetzt.
Der Deutsche Ärztetag verabschiedete nach Angaben des Vereins auf seine Initiative hin am 22. Mai 2009 einen Beschluss zur Unterstützung der Gesetzesinitiative zur Bekämpfung der Kinderpornographie in Kommunikationsnetzen. Obwohl die bezeichnende Begründung des Antrags von vier Delegierten auf die Deutsche Kinderhilfe als Urheber schließen lässt, enthält dieser aber keinerlei Hinweise auf den Verein.

### Debatte um die religiös motivierte Jungenbeschneidung
Im Jahr 2012 initiierte der Verein (unterstützt von MOGiS e. V. – Eine Stimme für Betroffene, Berufsverband der Kinder- und Jugendärzte, Terre des Femmes, Bund Deutscher Kriminalbeamter und Neue Richtervereinigung) eine Petition für ein zweijähriges Moratorium in der Beschneidungsdebatte, als Reaktion auf die Ankündigung der Bundesregierung (Kabinett Merkel II), noch im Herbst 2012 ein Gesetz zu erlassen, das die religiös motivierte Beschneidung straffrei stellt.
Das Gesetz ist seit 28. Dezember 2012 als § 1631d BGB in Kraft.